# Oncocera
Oncocera is een geslacht van vlinders van de familie snuitmotten (Pyralidae), uit de onderfamilie Phycitinae.

## Soorten
- O. affinis Balinsky, 1994
- O. argentilavella (Hampson, 1901)
- O. bibasella Joannis, 1927
- O. cenochreella Ragonot, 1888
- O. dubia Balinsky, 1994
- O. faecella Zeller, 1839
- O. flavitinctella (Ragonot, 1893)
- O. floridana Joannis, 1927
- O. franki Caradja, 1931
- O. furvicostella Ragonot, 1893
- O. glaucocephalis Balinsky, 1994
- O. grisella Balinsky, 1994
- O. griseosparsella Ragonot, 1893
- O. homotypa Balinsky, 1994
- O. horrens Balinsky, 1994
- O. hortensis Balinsky, 1994
- O. ignicephalis Balinsky, 1994
- O. inermis Balinsky, 1994
- O. infausta Ragonot, 1893
- O. injucunda Balinsky, 1994
- O. karkloofensis Balinsky, 1994
- O. laetanella Lucas, 1937
- O. leucosticta de Joannis, 1927
- O. lugubris Balinsky, 1994
- O. mikadella Ragonot, 1893
- O. mundellalis Walker, 1863
- O. natalensis Ragonot, 1888
- O. nigerrima Balinsky, 1994
- O. nonplagella Balinsky, 1994
- O. ochreomelanella Ragonot, 1888
- O. polygraphella Joannis, 1927
- O. psammathella Hampson, 1926
- O. pulchra Balinsky, 1994
- O. quilicii Guillermet, 2007
- O. salisburyensis Balinsky, 1994
- O. sarniensis Balinsky, 1994
- O. scalaris Joannis, 1927
- O. semirubella - Prachtmot Scopoli, 1763
- O. similis Balinsky, 1994
- O. sinicolella Caradja, 1926
- O. spiculata Balinsky, 1994
- O. spissa Balinsky, 1994
- O. squamata Balinsky, 1994
- O. submundellalis Caradja, 1927
- O. tahlaella Dumont, 1932
- O. umbrosella Erschoff, 1876
- O. zoetendalensis Balinsky, 1994